# Episodi di Zig & Sharko (seconda stagione)
La seconda stagione di Zig & Sharko è stata trasmessa in Francia nel 2015 e conta 78 episodi da 7 minuti. In Italia è composta da 26 episodi (ogni episodio ne raccoglie 3 originali) ed è iniziata il 4 aprile 2016 su K2 fino al 19 ottobre 2016. In questa stagione i titoli degli episodi non sono stati tradotti in italiano: nei primi 10 episodi italiani i titoli sono in francese, mentre i restanti 16 sono in inglese.
I titoli degli episodi sono trascritti come compaiono in TV.
| N° tot. | N° | Titolo originale             | Titolo in Italiano                | Titolo utilizzato negli episodi italiani | Prima TV Italia   |
| ------- | -- | ---------------------------- | --------------------------------- | ---------------------------------------- | ----------------- |
| 79      | 1  | Dure journèe                 | Dura giornata                     | What A Day!!                             | 4 aprile 2016     |
| 80      | 2  | Zig ce hèros                 | Zig che eroe                      | Beach Hero                               | 4 aprile 2016     |
| 81      | 3  | Retour a la civilisation     | Ritorno alla civiltà              | Back to Civilisation                     | 4 aprile 2016     |
| 82      | 4  | Beau papa                    | Caro papà                         | Father in Law                            | 5 aprile 2016     |
| 83      | 5  | Zig mon doudou               | Zig il mio orsacchiotto           | Stuffed Animals                          | 5 aprile 2016     |
| 84      | 6  | Embarquement immèdiat        | Imbarco immediato!                | Zig Airlines                             | 5 aprile 2016     |
| 85      | 7  | Le vie de chateau            | Vita nel castello                 | Castle Life                              | 6 aprile 2016     |
| 86      | 8  | Beignet de sirene            | Ciambella di Sirena               | Mermaid Fritter                          | 6 aprile 2016     |
| 87      | 9  | Un invitè mystère            | Un ospite misterioso              | A Mysterious Guest                       | 6 aprile 2016     |
| 88      | 10 | La fin du monde              | La fine del mondo                 | End of the World                         | 7 aprile 2016     |
| 89      | 11 | Et si on dansait             | E se balliamo?                    | Let's Dance!!                            | 7 aprile 2016     |
| 90      | 12 | Surf sous les tropique       | Surf nei tropici                  | Sea, Surf and Fun                        | 7 aprile 2016     |
| 91      | 13 | Moumoute et moustache        | Toupet e baffi                    | Bad Hair Day                             | 8 aprile 2016     |
| 92      | 14 | La peche a la hyène          | A pesca con la iena               | Fishing for Hyenas                       | 8 aprile 2016     |
| 93      | 15 | Cours sharko cours           | Corri Sharko, corri!              | Run Sharko, Run!                         | 8 aprile 2016     |
| 94      | 16 | Le conquistador              | Il conquistatore                  | The Conquistador                         | 11 aprile 2016    |
| 95      | 17 | C'est past du jeu            | Non si gioca così                 | Game Over...Not!                         | 11 aprile 2016    |
| 96      | 18 | Faut que ça brille           | Facciamo brillare                 | Spick and Span                           | 11 aprile 2016    |
| 97      | 19 | Un sifflet pour sharko       | Un fischietto per Sharko          | A Whistle for Sharko                     | 12 aprile 2016    |
| 98      | 20 | Bionique zig                 | Zig bionico                       | Bionic Zig                               | 12 aprile 2016    |
| 99      | 21 | La buvette de la plage       | Il bar della spiaggia             | Sharko and Zig on the Rocks              | 12 aprile 2016    |
| 100     | 22 | Le maitre du volcan          | Il maestro del vulcano            | The Master of the Volcano                | 13 aprile 2016    |
| 101     | 23 | En pleine forme              | In piena forma!                   | Let's Get Fit!                           | 13 aprile 2016    |
| 102     | 24 | C'est magique                | È magico!                         | It's Magic!                              | 13 aprile 2016    |
| 103     | 25 | Chasse au sucre              | Caccia allo zucchero              | A Sweet Tooth                            | 14 aprile 2016    |
| 104     | 26 | Le parfum de la hyène        | Il profumo della iena             | The Scent of the Hyena                   | 14 aprile 2016    |
| 105     | 27 | Le garde du corps            | La guardia del corpo              | Bodyguard                                | 14 aprile 2016    |
| 106     | 28 | Les sirenes contre-attaquent | Le sirene contrattaccano          | Self-Defense Academy                     | 15 aprile 2016    |
| 107     | 29 | Une sirène charitable        | Una sirena caritatevole           | A Generous Mermaid                       | 15 aprile 2016    |
| 108     | 30 | La bonne ètoile              | La buona stella                   | Catch a Falling Star                     | 15 aprile 2016    |
| 109     | 31 | Lousy beach drivers          | Pessimi autisti di spiaggia       | Les chauffards de la plage               | 18 aprile 2016    |
| 110     | 32 | A relative problem           | Un problema familiare             | Les nieces demarquen                     | 18 aprile 2016    |
| 111     | 33 | King of the animal world     | Re del mondo animale              | Le roi des animaux                       | 18 aprile 2016    |
| 112     | 34 | Bosom buddies                | Amici intimi                      | Freres de lait                           | 19 aprile 2016    |
| 113     | 35 | Tourists                     | Turisti                           | Les touristes                            | 19 aprile 2016    |
| 114     | 36 | Teacher's pet                | Il preferito della maestra        | Premier de la classe                     | 19 aprile 2016    |
| 115     | 37 | Rolling action               | Motore, azione!                   | Bernie fait son cinema                   | 11 luglio 2016    |
| 116     | 38 | Buzzing around               | Ronzando in giro                  | Bzz Bzz                                  | 11 luglio 2016    |
| 117     | 39 | Unicorn blues                | Blues dell'unicorno               | Une licorne a la plage                   | 11 luglio 2016    |
| 118     | 40 | Tinky toys                   | Piccoli giocattoli                | Miniatures                               | 12 luglio 2016    |
| 119     | 41 | The invader                  | L'invasore                        | L'envahisseur                            | 12 luglio 2016    |
| 120     | 42 | Lost in the jungle           | Persi nella giungla               | Perdus dans la jungle                    | 12 luglio 2016    |
| 121     | 43 | Daddy dearest                | Carissimo papà                    | Papa poule                               | 13 luglio 2016    |
| 122     | 44 | Daddy's little doggy         | Papà cagnolino                    | Le toutou a son papa                     | 13 luglio 2016    |
| 123     | 45 | Marina goes farming          | Marina fa l'allevatrice           | Marina a la ferme                        | 13 luglio 2016    |
| 124     | 46 | Hair do hair don't           | Capelli sì capelli no             | Des tifs a gogo                          | 14 luglio 2016    |
| 125     | 47 | High on the mountain top     | In alto, in cima alla montagna    | La haut sur la montagne                  | 14 luglio 2016    |
| 126     | 48 | The mummy                    | La mummia                         | La momie                                 | 14 luglio 2016    |
| 127     | 49 | Movie night                  | Film notturno                     | On se fait un film                       | 15 luglio 2016    |
| 128     | 50 | That sinking feeling         | Quel senso di vuoto               | Sable emouvant                           | 15 luglio 2016    |
| 129     | 51 | Teen rebels                  | Ribelli adolescenti               | Rebelle attitude                         | 15 luglio 2016    |
| 130     | 52 | The moo can                  | La mucca in scatola               | La boite a meuh                          | 14 settembre 2016 |
| 131     | 53 | The heist                    | Il furto                          | Les rois de la cambriole                 | 14 settembre 2016 |
| 132     | 54 | Boing boing                  | Boing! Boing!                     | Boiing Boiing                            | 14 settembre 2016 |
| 133     | 55 | An evil panda                | Un panda cattivo                  | Le panda malefiche                       | 14 settembre 2016 |
| 134     | 56 | High wired                   | Alta tensione                     | Sur le fil                               | 14 settembre 2016 |
| 135     | 57 | Red light green light        | Un, due, tre, stella!             | Un deux trois soleil                     | 14 settembre 2016 |
| 136     | 58 | Playtime                     | Ricreazione                       | Copains, Copine                          | 21 settembre 2016 |
| 137     | 59 | Lol zig                      | Tante risate Zig                  | LOL Zig                                  | 21 settembre 2016 |
| 138     | 60 | A three pronged disaster     | Un tridente disastro              | La reine des bourdes                     | 21 settembre 2016 |
| 139     | 61 | Little train big adventure   | Piccolo treno grande avventura    | Le petit train                           | 21 settembre 2016 |
| 140     | 62 | The fall                     | La caduta                         | La chute                                 | 21 settembre 2016 |
| 141     | 63 | Miss beach                   | Miss spiaggia                     | Miss Plage                               | 21 settembre 2016 |
| 142     | 64 | Zig top chef                 | Zig capo cuoco                    | Zig Chef                                 | 28 settembre 2016 |
| 143     | 65 | Catch you on the rewind      | Ti catturo nel riavvolgimento     | Le jour le plus long                     | 28 settembre 2016 |
| 144     | 66 | Front runner                 | Il capoclassifica                 | Tierge Gagnant                           | 28 settembre 2016 |
| 145     | 67 | The power of attraction      | Il potere dell'attrazione         | Les lois de l'attraction                 | 7 ottobre 2016    |
| 146     | 68 | Choice morsels               | Bocconcini scelti                 | Morceaux choisis                         | 7 ottobre 2016    |
| 147     | 68 | Bubble gum                   | Gomma da masticare                | Bubble Gum                               | 7 ottobre 2016    |
| 148     | 69 | Dance of the vampire         | Danza del vampiro                 | Le bal du vampire                        | 12 ottobre 2016   |
| 149     | 70 | The curse                    | La maledizione                    | La malediction                           | 12 ottobre 2016   |
| 150     | 72 | Heat wave                    | Onda di calore                    | Coup de chaud                            | 12 ottobre 2016   |
| 151     | 73 | Veggiezig                    | Verdura Zig                       | VegeZig                                  | 19 ottobre 2016   |
| 152     | 74 | Game, set and match          | Gioco, partita e incontro         | Jeu set et match                         | 19 ottobre 2016   |
| 153     | 75 | Diy sharko & invisible zig   | Sharko fai da te e Zig invisibile | Brico Sharko                             | 19 ottobre 2016   |
| 154     | 76 | The proposal                 | La proposta                       | La declaration                           | 19 ottobre 2016   |
| 155     | 77 | Disco in the dark            | Discoteca al buio                 | Noir dessin                              | 19 ottobre 2016   |
| 156     | 78 | The toothpaste               | Il dentifricio                    | Le dentifrice                            | 19 ottobre 2016   |